# Aethaloptera gracilis
Aethaloptera gracilis är en nattsländeart som först beskrevs av Martynov 1935.  Aethaloptera gracilis ingår i släktet Aethaloptera och familjen ryssjenattsländor. Inga underarter finns listade i Catalogue of Life.